# Vačice opossum
Vačice opossum (Didelphis marsupialis) je druh vačice žijící od jižního Mexika po Bolívii.

## Základní popis
Velikostí se podobá kočce, délka těla je asi 50 centimetrů se 40 centimetrů dlouhým, lysým a jen šupinkami porostlým ocasem. Váha dospělé vačice je okolo 1,5 kg. Ocas je ovíjivý, pomáhá při šplhání a vačice se na něj dokáže i zavěsit. Obývá lesy a křovinaté oblasti, nevyhýbá se ani lidským příbytkům, kde nejčastěji loví myši a krysy, ale nepohrdne ani drůbeží. Dále se živí ptačími vejci, plody a hmyzem. Nepříznivé životní podmínky překonává ve stavu strnulosti. Žije nočním způsobem života, přes den spí. Velmi zajímavá je schopnost „stavět se mrtvým“ (akineze nebo thanatóza) u savců známá pouze u vačic. V nebezpečí se zvíře převrátí na bok nebo záda, zavře oči a vyplázne jazyk. Jakmile nebezpečí pomine, vačice prchá do nejbližšího úkrytu. Vačice jsou ve své domovině loveny pro jemnou kožešinu, indiáni považovali i její maso za pochoutku. Dožívají se 3–5 let.

## Chov a krmení
Vačice jsou samotářská zvířata a je nutné je chovat jednotlivě. Pro chov severních populací postačuje venkovní voliéra 3 × 2 × 2 metry s vytápěným prostorem. Vhodnější je však ubikace s obráceným světelným režimem. Do ní umístíme množství větví na šplhání a duté kmeny jako úkryty. V období páření se dospělí jedinci honí, proto musí mít dostatek prostoru k pohybu, jinak nedojde k odpáření. Doba březosti je velmi krátká 12–13 dní. Rodí průměrně okolo sedmi mláďat, někdy jich však bývá až 16. Mláďata jsou asi 1 centimetr dlouhá, nevyvinutá a váží 0,1 g. Další vývoj probíhá ve velkém dopředu otevřeném vaku na břiše. Oči se jim otevírají po jednom až dvou měsících, pevnou potravu přijímají ve dvou až třech měsících. Dospívají ve věku 6–8 měsíců. Jakmile jsou mláďata odstavena, musí se umístit jednotlivě. Jinak se vzájemně ruší a napadají a může dojít i k zabití slabších jedinců.
Vačicím podáváme na krmení směs z masa, vajec, sušeného mléka, mrkve, rýže, ovesných vloček s přídavkem minerálů a vitamínů. Potravu je vhodné doplnit biologickým krmením (myši, krysy, morčata, kuřata a hmyz). Dále můžeme předkládat sladké ovoce.

## Zajímavosti
Když se dostane do nebezpečí, dělá, že je mrtvá. Upadne, protočí oči a povyplazený jazyk jí visí ven. V Americe se proto místo výrazu „dělat mrtvého brouka“ používá „hrát vačici“. To znamená, že někdo předstírá nezájem.